# 298 f.Kr.

## Händelser

### Efter plats

#### Romerska republiken
- Samniterna besegrar romarna under Lucius Cornelius Scipio Barbatus i slaget vid Camerinum, det första slaget under det tredje samnitiska kriget.
- Romarna bryter djupt in i samnitiskt territorium och ockuperar sedan de samnitiska städerna Taurasia, Bovianum Vetus och Aufidena.

#### Sicilien
- Kung Agathokles av Syrakusa hjälper de italienska grekerna mot bruttierna och stödjer grekerna mot romarna.

#### Egypten
- Ptolemaios gifter bort sin styvdotter Theoxenas med den syrakusiske tyrannen Agathocles.
- Ptolemaios tar slutligen kontrollen över det upproriska området Cyrene och sätter sin styvson Magas att härska över det.

#### Indien
- Bindusara efterträder sin far Chandragupta Maurya som kejsare av det indiska Mauryariket.

## Avlidna
- Chandragupta Maurya, indisk kejsare